# Flogging Molly
A Flogging Molly hét tagból álló ír-amerikai együttes, amely celtic punkot, folk punkot és punkot játszik.

## Története
Az együttes 1997-ben alakult Los Angelesben. Énekesük, Dave King korábban a Fastway nevű heavy metal énekese volt. A Fastway soraiban a Motörhead gitárosa  és az UFO basszusgitárosa is szerepelt. Ezután King szólókarrierbe kezdett. Miután a kiadó visszautasította a hagyományos ír hangszerekre épülő album ötletét, King elhatározta, hogy megalapítja saját együttesét.
1993-ban összetoborzott maga mellé zenészeket és hagyományos ír zenei alapú punk/rock zenét kezdtek játszani. Egy "Molly Malone" nevű klubban léptek fel, róla kapta az együttes a nevét.
Pályafutásuk alatt hat nagylemezt adtak ki.
Magyarországon is felléptek már, több alkalommal is: 2006-ban és 2008-ban a Sziget Fesztiválon koncerteztek,  2009-ben újból eljutottak Magyarországra, 2015-ben a Firkinnel és az Alestormmal együtt játszottak hazánkban, 2019. július 3-án ismét eljutottak hazánkba, ekkor a Budapest Parkban koncerteztek.
Zenei hatásuknak a The Dubliners, Green Day, Johnny Cash, The Clash és Horslips előadókat tették meg.
Nathan Maxwell basszusgitáros egy interjúban kijelentette, hogy ki nem állhatja, ha "ír-amerikai punkegyüttesnek" nevezik őket.

## Tagok
- Dave King – ének, akusztikus gitár, bodhran, bendzsó
- Bridget Regan – hegedű, síp, ének, vokál
- Dennis Casey – gitár, ének
- Matt Hensley – harmonika
- Nathen Maxwell – basszusgitár, vokál
- Spencer Swain – mandolin, bendzsó, gitár, vokál
- Mike Alonso – dob, ütős hangszerek

Korábbi tagok
- John Donovan - gitár
- Toby McCallum – mandolin
- Ted Hutt - gitár
- Jeff Peters - basszusgitár
- Paul Crowder - dob
- Gary Sullivan - dob
- George Schwindt - dob
- Gary Schwindt - trombita
- Bob Schmidt - mandolin, bendzsó, buzuki, gitár, ének

## Diszkográfia
- Swagger (2000)
- Drunken Lullabies (2002)
- Within a Mile of Home (2004)
- Float (2008)
- Speed of Darkness (2011)
- Life is Good (2017)
- Anthem (2022)